# Partido de Junín
Junín es uno de los 135 partidos de la provincia argentina de Buenos Aires. Se encuentra en el noroeste de la misma y su cabecera es la ciudad homónima. Fue creado por la ley N.º 422, sancionada el 24 de octubre de 1864 y promulgada el 25 de octubre de 1864.
Forma parte de la 4.ª Sección Electoral de la Provincia de Buenos Aires, y limita con el Partido de Rojas al noreste, General Arenales al noroeste, Chacabuco al este, Bragado al sureste, General Viamonte al sur, Lincoln al suroeste, y con el Partido de Leandro N. Alem al oeste.

## Historia
En 1827 es fundado el Fuerte Federación por el Comandante Bernardino Escribano, que posteriormente se transformaría en la ciudad de Junín.
En 1855 se realizan las primeras elecciones municipales. En 1861 llega a Junín Telésforo Chávez, el primer maestro, y comienza a funcionar la municipalidad de Junín, con el juez de paz Eulogio Payán como presidente.
En 1864, la ley provincial 422 establece la división territorial de los partidos de la provincia. Junín tenía la superficie de hoy, más la del municipio de General Arenales, menos los territorios al sur del río Salado. Nace así el partido de Junín. Un año después, la ley 466 establece las "Secciones Electorales de Campaña", quedando Junín en la 11.ª.
En 1876, por ley 1.067, el partido de Junín queda en la 4.ª sección electoral. Un año después, la ley provincial 1.115 amplía la superficie del partido, agregándole el territorio al sur del río Salado. La población del partido de Junín, en 1881 era de 4.429 habitantes.
En 1884 ocurre uno de los acontecimientos más importantes de la historia juninense: la llegada del ferrocarril. Con la instalación de sus talleres, dos años más tarde, comenzaría el vertiginoso progreso de la ciudad.
En 1886 se sanciona la ley provincial 1.810, llamada "Ley Orgánica de las Municipalidades", reglamentando la actividad de los municipios. Un decreto reglamentario de dicha ley estableció que en Junín y otros municipios solo se elegirá Concejo Deliberativo; mientras el intendente será nombrado por el Poder Ejecutivo provincial. Por tal motivo, el gobernador D'Amico firma un decreto nombrando a Carlos Robbio como primer intendente de Junín.
En 1889 comienza a funcionar el Registro Civil, y la ley provincial 2.165 crea el municipio de General Arenales, reduciendo la superficie del partido de Junín. En 1890 el partido tenía 7.835 habitantes.

## Geografía
Ocupa 2.253,20 km² de la llanura Pampeana, a una altitud de entre 62 y 96 metros sobre el nivel del mar.
Limita al noroeste con General Arenales, al noreste con Rojas, al este con el Chacabuco, al sudeste con Bragado, al sur con General Viamonte, al sudoeste con Lincoln y al oeste con Leandro N. Alem.
El clima es templado pampeano. La temperatura varía entre 16 °C y 34 °C en enero y 0 °C en julio. La humedad promedio es del 75 % y llueve unos 900 mm. anuales.

## Gobierno
El Gobierno Local funciona en el palacio municipal de la ciudad de Junín, donde está ubicado el despacho del intendente, la sala roja del HCD y varias secretarías locales. La Ley Provincial 1810, conocida como "Ley Orgánica de las Municipalidades", estableció que en Junín y otros municipios solo se elegirán directamente a los miembros del Concejo Deliberante, mientras el intendente será nombrado en una primera vez por el Poder Ejecutivo provincial, siendo a partir de los siguientes mandatos elegidos por los miembros del concejo. Por tal motivo, el gobernador D'Amico firma un decreto nombrando a Carlos Robbio como primer intendente de Junín, ocupando el cargo desde 1886 al 1888. En 1928 se reglamenta una nueva ley que establece que el intendente será elegido directamente y en elección popular junto a los miembros del Concejo Deliberante, resultando elegido por primera vez por voto directo José Félix Solana.

### Intendentes Municipales desde 1983
| Retrato                                           | Intendente            | Mandato                                           | Partido | Partido | Alianza | Alianza | Elecciones |
| ------------------------------------------------- | --------------------- | ------------------------------------------------- | ------- | ------- | ------- | ------- | ---------- |
|                                                   | Abel Paulino Miguel   | 10 de diciembre de 1983 - 10 de diciembre de 2003 |         | UCR     |         | —       | 1983       |
| 10 de diciembre de 1987 - 10 de diciembre de 1991 | Abel Paulino Miguel   | 1987                                              |         | UCR     |         | —       |            |
| 10 de diciembre de 1991 - 10 de diciembre de 1995 | Abel Paulino Miguel   | 1991                                              |         | UCR     |         | —       |            |
| 10 de diciembre de 1995 - 10 de diciembre de 1999 | Abel Paulino Miguel   | 1995                                              |         | UCR     |         | —       |            |
| 10 de diciembre de 1999 - 10 de diciembre de 2003 | Abel Paulino Miguel   |                                                   | Alianza | UCR     | 1999    |         |            |
|                                                   | Mario Andrés Meoni    | 10 de diciembre de 2003 - 10 de diciembre de 2007 |         | UCR     |         | —       | 2003       |
| 10 de diciembre de 2007 - 10 de diciembre de 2011 | Mario Andrés Meoni    |                                                   | JpT     |         | FCC     | 2007    |            |
| 10 de diciembre de 2011 - 10 de diciembre de 2015 | Mario Andrés Meoni    |                                                   | UCR     |         | UDESO   | 2011    |            |
| 10 de diciembre de 2011 - 10 de diciembre de 2015 | Mario Andrés Meoni    |                                                   | FR      |         | —       | 2011    |            |
|                                                   | Pablo Alexis Petrecca | 10 de diciembre de 2015 - 10 de diciembre de 2019 |         | PRO     |         | CBA     | 2015       |
| 10 de diciembre de 2019 - 10 de diciembre de 2023 | Pablo Alexis Petrecca |                                                   | JxC     | PRO     | 2019    |         |            |
| 10 de diciembre de 2023 - En el cargo             | Pablo Alexis Petrecca | 2023                                              | JxC     | PRO     |         |         |            |

### Poder Legislativo

#### Concejo Deliberante
La sala roja del Honorable Concejo Deliberante de Junín está ubicada en el primer piso del palacio municipal. Actualmente el Concejo Deliberante de Junín está conformado por 20 concejales, para los ciclos 2021-2025 y 2023-2027:
| Concejal/Concejala            | Bloque | Bloque              | Inicio del Mandato | Fin del Mandato |
| ----------------------------- | ------ | ------------------- | ------------------ | --------------- |
| Juan Carlos Fiorini (P)       |        | Cambiemos           | 2023               | 2027            |
| Javier Rubén Prandi (PB)      |        | Cambiemos           | 2023               | 2027            |
| Horacio Marcelo Balestrasse   |        | Cambiemos           | 2023               | 2027            |
| María Cristina Cavallo        |        | Cambiemos           | 2021               | 2025            |
| Orlanda Marina D'Andrea       |        | Cambiemos           | 2023               | 2027            |
| Rodrigo Esponda               |        | Cambiemos           | 2021               | 2025            |
| Juan Pablo Itoiz              |        | Cambiemos           | 2021               | 2025            |
| Emilse Mariel Marini          |        | Cambiemos           | 2021               | 2025            |
| Fabiana Elena Mosca           |        | Cambiemos           | 2023               | 2025            |
| Mariano Alejandro Spadano     |        | Cambiemos           | 2023               | 2025            |
| Pablo Germán Petraglia (PB)   |        | Unión por la Patria | 2021               | 2025            |
| Gastón Luciano Bisio          |        | Unión por la Patria | 2023               | 2027            |
| María Clara Bozzano           |        | Unión por la Patria | 2021               | 2025            |
| José Luis Bruzzone            |        | Unión por la Patria | 2021               | 2025            |
| Maia Soledad Leiva            |        | Unión por la Patria | 2023               | 2027            |
| María Victoria Muffarotto     |        | Unión por la Patria | 2021               | 2025            |
| Martín Alejandro Palma        |        | Unión por la Patria | 2023               | 2027            |
| Francina Marcela Sierra       |        | Unión por la Patria | 2023               | 2027            |
| Juan Manuel Cornaglia Ré (PB) |        | La Libertad Avanza  | 2023               | 2027            |
| Belén Natalia Veronelli       |        | La Libertad Avanza  | 2023               | 2027            |

- P: Presidente del HCD.
- PB: Presidente de bloque.

Notas
1. ↑  Asume en reemplazo de la concejala Agustina de Miguel.
2. ↑  Asume en reemplazo de la concejala Melina Fiel.
3. ↑  Asume en reemplazo del concejal Juan Fiorini, quien tomó licencia en febrero de 2023 para asumir como Secretario General del municipio.

#### Consejo Escolar
El Consejo Escolar de Junín está compuesto por 6 miembros. A continuación su composición para los períodos 2021-2025 y 2023-2027:
| Consejero/Consejera             | Bloque | Bloque               | Inicio del Mandato | Fin del Mandato |
| ------------------------------- | ------ | -------------------- | ------------------ | --------------- |
| Carlos Marcelo Alsina (P)       |        | Juntos por el Cambio | 2021               | 2025            |
| Karina Analía Caviglia          |        | Juntos por el Cambio | 2021               | 2025            |
| Rosario Margarita Sosa          |        | Juntos por el Cambio | 2021               | 2025            |
| Soledad Artime                  |        | Juntos por el Cambio | 2023               | 2027            |
| Enzo Emiliano Galimberti Pascua |        | Juntos por el Cambio | 2023               | 2027            |
| Rosana Marcela Morando          |        | Unión por la Patria  | 2023               | 2027            |

### Elecciones municipales

#### Elecciones en la década de 2020
|  | 44,35 % |

|  | 38,4 % |

|  | 17,26 % |

|  | 87,77 % |

|  | 11,56 % |

|  | 0,66 % |

|  | 78,90 % |

|  | 100 % |

|  | 48,43 % |

|  | 31,20 % |

|  | 6,72 % |

|  | 6,19 % |

|  | 3,96 % |

|  | 1,89 % |

|  | 1,62 % |

|  | 95,25 % |

|  | 3,54 % |

|  | 1,22 % |

|  | 72,89 % |

|  | 100 % |

## Población
Según los resultados definitivos del INDEC para el censo 2022, la población del partido de Junín alcanza los 103.787 habitantes.
| Gráfica de evolución demográfica del partido de Junín entre 1869 y 2022                     |
|                                                                                             |
| Fuente: Elaborado a partir de datos de INDEC (Instituto Nacional de Estadísticas y Censos). |

| Población | 1.929 | 12.474   | 36.437   | 54.452  | 68.300  | 69.731 | 76.103 | 84.295  | 88.664 | 90.305 | 103.787 |
| Variación | -     | +546,65% | +192,10% | +49,44% | +25,43% | +2,09% | +9,13% | +10,76% | +5,18% | +1,7%  | +14,9%  |

Fuente: Instituto Nacional de Estadísticas y Censos, INDEC

## Turismo
Por su infraestructura, recursos naturales y cantidad de visitantes, el municipio de Junín es el principal centro turístico lacustre de la provincia de Buenos Aires.
La ciudad de Junín y el parque natural Laguna de Gómez concentran la mayor atracción.
Además, el partido de Junín ofrece otras opciones turísticas:
- Estancia La Brava.
- Estancia La Oriental.
- Mariápolis Lía.
- Parque natural Laguna de Gómez.
- Laguna Mar Chiquita. Ubicada al noroeste del partido, a unos 28 kilómetros del centro de Junín. Posee una superficie que varía entre las 5.400 y 6.100 hectáreas, siendo el mayor espejo de agua de la región. Se encuentra en estado totalmente natural, siendo utilizada principalmente para la pesca deportiva.
- Laguna El Carpincho. Está ubicada al este, a 9 km del centro de la ciudad. Se accede por avenida de Circunvalación Eva Perón o por avenida Arias. Tiene una extensión de 400 a 550 hectáreas. La profundidad máxima es de 2,50 metros.

## Localidades del partido
- Junín (cabecera)

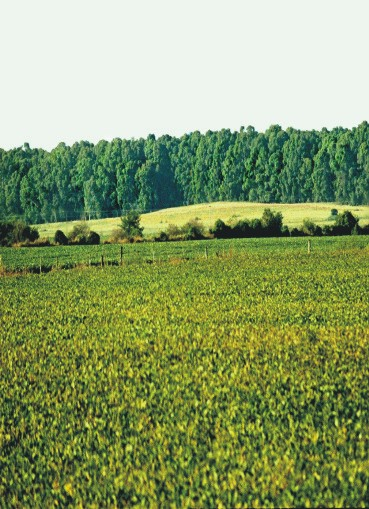
Típico paisaje rural del partido de Junín.

- Agustín Roca también conocida como Coronel Marcos Paz
- Agustina
- Balneario Laguna de Gómez también conocida como Laguna de Gómez
- Fortín Tiburcio
- Laplacette
- Colonia Mariápolis Lía
- Saforcada
- Morse

### Parajes
- Blandengues
- La Agraria
- La Oriental
- Las Parvas